# باشقیرستان (شهرستان آسکینسکی، باشقیرستان)
باشقیرستان (به لاتین: Bashkortostan) یک منطقهٔ مسکونی در روسیه است که در باشقیرستان واقع شده‌است.